# Infettivologia
L'infettivologia è quella branca della medicina che si occupa di tutte le malattie causate da agenti infettivi, cioè batteri, virus, funghi (miceti) o parassiti.

## Storia
Avicenna, nel suo libro Il canone della medicina del X secolo, ha introdotto il concetto delle malattie contagiose.
Il concetto di malattia infettiva e contagio viene attribuito a Girolamo Fracastoro che nel XVI secolo scriveva: «Il contagio è un'infezione che passa da un corpo a un altro» e notava che l'infezione è simile in colui che trasmette e colui che riceve il contagio, ipotizzando che le infezioni originano da "particelle" così piccole da essere impercettibili.
Due secoli più tardi, Edward Jenner estese il concetto di contagio a quello della reazione immunitaria che l'infezione determina nell'ospite, dando origine a un'altra branca della medicina, l'immunologia.
Nonostante i progressi della tecnologia (il microscopio ha permesso il riconoscimento delle "particelle" responsabili delle infezioni), della chimica e della medicina, le malattie infettive rimangono una delle cause principali della mortalità degli individui, e in alcune regioni del mondo la causa principale.
Gli anni successivi alla seconda guerra mondiale hanno visto lo sviluppo di farmaci potenti ed efficaci per la cura delle infezioni, il che aveva fatto sperare nella definitiva scomparsa di molte malattie infettive, ma negli stessi anni si è andata sviluppando da parte dei microrganismi la capacità di resistere a questi farmaci. Pertanto malattie come la tubercolosi, che si consideravano quasi eradicate, almeno nei paesi sviluppati, hanno manifestato una significativa recrudescenza, mentre d'altra parte gli agenti "emergenti" che anche in anni recenti sono stati scoperti (retrovirus, virus dell'epatite C, Helicobacter pylori) continuano a rappresentare un problema diffuso e di difficile soluzione.

## Importanza della prevenzione
Perché si verifichi un processo infettivo, deve aver luogo l'incontro tra l'agente infettivo e l'ospite. Questo incontro può avvenire in vari modi ed è influenzato da fattori ambientali, dal comportamento umano e dalle condizioni dell'ospite stesso (età, condizioni di salute, livello di nutrizione) e dell'integrità dei suoi meccanismi di difesa. La conoscenza di tutti questi fattori consente spesso al medico di intervenire ancora prima che l'infezione si sviluppi, invitando il soggetto a modificare eventuali comportamenti a rischio, migliorando le sue condizioni di salute ove possibile, o somministrando un vaccino.

## Classificazione delle malattie infettive
L'infettivologia non si occupa solo di patologie trasmissibili (o contagiose che dir si voglia), ma di tutte quelle causate da microrganismi. 
A seconda dei microrganismi implicati, le malattie infettive possono essere classificate in:
- malattie causate da batteri
- malattie causate da virus
- malattie causate da miceti
- malattie causate da protozoi
- malattie causate da elminti
- malattie causate da ectoparassiti
- malattie causate da prioni

Le malattie tropicali sono una branca delle malattie infettive.

## Infettivologo
L'infettivologo è il medico specialista in infettivologia. 
L'eventuale tutela del titolo nonché il percorso di qualifica per acquisirlo dipendono dalla legislazione di ciascuna nazione al mondo.

### Italia
Per esercitare la professione di infettivologo occorre aver conseguito la laurea in Medicina e Chirurgia e, successivamente, aver frequentato con esito positivo la scuola di Specializzazione in Infettivologia.